# Калинин, Александр Дмитриевич
Алекса́ндр Дми́триевич Кали́нин (1 января 1975, Ярославль) — российский футболист и тренер.

## Карьера

### Игрок
Воспитанник ярославского футбола. В 1992 году сыграл 1 матч за «Шинник» (25 октября в Камышине против «Текстильщика», 1:3) в Высшей лиге первого чемпионата страны. Затем в течение 14 лет выступал за команды Второго дивизиона.

### Тренер
Завершив выступления, Калинин перешёл на тренерскую работу. В 2008 году он был тренером по физподготовке в «Шиннике». Затем несколько лет помогал своему бывшему партнёру Галимджану Хайрулину в дубле ярославской команды. Некоторое время возглавлял «Шинник-м». В 2012 году Александр Калинин входил в тренерский штаб «Шинника» на двух сборах — в Ярославле и Турции.
С января 2013 года по 2015 год занимал должность старшего тренера орехово-зуевского клуба «Знамя Труда», куда его позвал назначенный на пост главного тренера команды Хайрулин. С 2015 года оба тренера работали в костромском «Спартаке». По состоянию на март 2017 — заместитель директора по спортивной работе в ЦПЮФ ФК «Шинник». 